# Coupe intercontinentale de rink hockey
Pour les articles homonymes, voir Coupe intercontinentale (homonymie).
La Coupe intercontinentale de rink hockey est une compétition mondiale de rink hockey. Elle est organisée chaque année par la Fédération internationale de roller sports. Elle opposa le vainqueur de la Ligue européenne à celui du Championnat d'Amérique du Sud jusqu'en 2014. Un nouveau format est organisé en 2017 opposant les vainqueurs des deux dernières éditions.

## Format
La Coupe intercontinentale se jouait en deux matchs jusqu'en 2004 (hormis la première et septième édition) puis un unique match jusqu'en 2007. Depuis 2017 un Final Four est organisé entre les vainqueurs des deux dernières éditions.

## Palmarès
L'historique de la compétition depuis sa création.
| Année    | Lieu                         | Vainqueur        | Finaliste            | Score       |         |
| -------- | ---------------------------- | ---------------- | -------------------- | ----------- | ------- |
| 1983     | Sertãozinho                  | FC Barcelone     | FC Porto             | tournoi     |         |
| 1985 (*) | Sertãozinho                  | Sertãozinho HC   | Internacional Santos | tournoi     |         |
| 1985     | Rawson                       | UVT              | FC Barcelone         | 5-3/5-4     |         |
| 1987     | La Corogne                   | HC Liceo         | Concepción PC        | 7-3/17-2    |         |
| 1989     | La Corogne                   | HC Liceo         | CDU Estudiantil      | 11-4/8-2    |         |
| 1992     | Sertãozinho                  | OC Barcelos      | Sertãozinho HC       | 2-1/7-3     |         |
| 1993     | La Corogne                   | HC Liceo         | CDU Estudiantil      | 7-5/11-3    |         |
| 1998     | Barcelone                    | FC Barcelone     | UVT                  | 13-1        |         |
| 2004     | Saint-Jacques-de-Compostelle | HC Liceo         | CDU Estudiantil      | 9-1/10-2    |         |
| 2006     | Alcoy                        | FC Barcelone     | Olimpia PC           | 8-3         |         |
| 2007     | Follonica                    | Follonica Hockey | Concepción PC        | 4-2         |         |
| 2008     | Molins de Rei                | FC Barcelone     | Concepción PC        | 3-1         |         |
| 2010     | Reus                         | Reus Deportiu    | Petroleros YPF       | 4-1         |         |
| 2012     | La Corogne                   | HC Liceo         | CA Huracán           | 6-4         |         |
| 2013     | Torres Novas                 | SL Benfica       | Sport Recife         | 10-3        |         |
| 2014     | Barcelone                    | FC Barcelone     | Petroleros YPF       | 6-2         |         |
| 2016     | Vic                          | Cp Vic           | CA Huracán           | 5-1         |         |
| 2017     | Reus                         | SL Benfica       | Reus Deportiu        | 5-3         | Rapport |
| 2018     | San Juan                     | FC Barcelone     | FC Porto             | 5-4 ap      | Rapport |
| 2021     | Porto Lisbonne               | FC Porto         | Sporting CP          | 6-3 5-6     | Rapport |
| 2022     | Valongo                      | GSH Trissino     | AD Valongo           | 3-3 3-1 tab | Rapport |
| 2023     | San Juan                     | FC Barcelone     | FC Porto             | 6-3 ap      | Rapport |

* édition non officielle